# Garabed Amadouni
Garabed Amadouni (* 16. Februar 1900 in Ankara, Türkei; † 14. Januar 1984) war Apostolischer Exarch des Vikariats für die armenisch-katholische Kirche in Frankreich.

## Leben
Garabed Amadouni empfing am 8. Dezember 1925 die Priesterweihe.
Mit der Berufung zum Apostolischen Exarch von Frankreich am 22. Juli 1960 wurde er zum Titularbischof von Amathus in Cypro ernannt. Der Präfekt der Kongregation für die Evangelisierung der Völker, Grégoire-Pierre Agagianian, spendete ihm am 18. Dezember 1960 die  Bischofsweihe. Mitkonsekratoren waren Krikor Hindié, emeritierter Erzbischof von Aleppo, und der Generalabt der Mechitaristen, Seraphin Uluhogian CAM.
Zwischen 1962 und 1965 war er Teilnehmer am Zweiten Vatikanischen Konzil in Rom. Bischof Amadouni war Mitkonsekrator bei Hovhannes Tcholakian zum Erzbischof von Istanbul und dem späteren Patriarchen von Kilikien Hemaiag Bedros XVII. Guedikian CAM. Am 15. März 1971 trat er vorzeitig in den Ruhestand.